# Bundesbeamtengesetz
Das Bundesbeamtengesetz (BBG) regelt seit 1953 die Rechtsstellung der Beamten des Bundes. Es wurde zuletzt 2009 durch das Dienstrechtsneuordnungsgesetz neu gefasst.

## Einordnung im Rechtsgebiet
Grundlegende Statusrechte und -pflichten für alle staatlichen Beamten mit Ausnahme der Bundesbeamten hat der Bund im Beamtenstatusgesetz aufgrund von Art. 74 Nr. 27 Grundgesetz geregelt. Im Übrigen haben die Länder eigene Gesetze über Laufbahnen, Besoldung und Versorgung (Ruhegehalt, Hinterbliebenenversorgung, Unfallfürsorge) ihrer Beamten. Die Besoldung der Bundesbeamten ist im Bundesbesoldungsgesetz geregelt, die Versorgung im Beamtenversorgungsgesetz.

## Gliederung
- Abschnitt 1: Allgemeine Vorschriften
- Abschnitt 2: Beamtenverhältnis
- Abschnitt 3: Laufbahnen
- Abschnitt 4: Abordnung, Versetzung und Zuweisung
- Abschnitt 5: Beendigung des Beamtenverhältnisses
  - Unterabschnitt 1: Entlassung
  - Unterabschnitt 2: Dienstunfähigkeit
  - Unterabschnitt 3: Ruhestand
- Abschnitt 6: Rechtliche Stellung im Beamtenverhältnis
  - Unterabschnitt 1: Allgemeine Pflichten und Rechte (z. B. unparteiische und gerechte Aufgabenerfüllung, Amtsverschwiegenheit bzw. Fürsorgepflicht des Dienstherrn, Beihilfe, Reise-, Umzugskosten, Trennungsgeld)
  - Unterabschnitt 2: Arbeitszeit
  - Unterabschnitt 3: Nebentätigkeit
  - Unterabschnitt 4: Personalaktenrecht
- Abschnitt 7: Beamtenvertretung (u. a. Personalvertretung)
- Abschnitt 8: Bundespersonalausschuss
- Abschnitt 9: Beschwerdeweg und Rechtsschutz
- Abschnitt 10: Besondere Rechtsverhältnisse
- Abschnitt 11 Umbildung von Körperschaften
- Abschnitt 12 Spannungs- und Verteidigungsfall, Verwendungen im Ausland
- Abschnitt 13: Übergangs- und Schlussvorschriften

## Geschichte

### Vorläufer
Das Reichsbeamtengesetz von 1873 war das erste Gesetz für Beamte des Deutschen Reichs. Es war 1907 neu gefasst worden und wurde durch das Deutsche Beamtengesetz vom 26. Januar 1937 (RGBl. I. S. 577) abgelöst. Das Gesetz zur vorläufigen Regelung der Rechtsverhältnisse der im Dienst des Bundes stehenden Personen (BGBl. S. 207) erklärte das Deutsche Beamtengesetz sinngemäß für anwendbar inklusive der zu seiner Durch- und Ausführung erlassenen Vorschriften unter Berücksichtigung einiger im Gesetz genannten Änderungen. Es wurde am 30. Juni 1950 als Bundesfassung des Deutschen Beamtengesetzes (BGBl. S. 279) neu bekannt gemacht und berücksichtigte Änderung aus den Jahren 1939 (RGBl. I. S. 577), 1940 (RGBl. I. S. 1645), 1941 (RGBl. I. S. 646) und 1942 (RGBl. I. S. 107). Dieses galt bis zur Inkrafttreten des Bundesbeamtengesetzes am 1. September 1953.

### Neufassungen und -bekanntmachungen
Zwischen 1957 und 1999 wurde das Bundesbeamtengesetz sieben Mal neu bekannt gemacht; 2009 wurde es neu gefasst:
- Bekanntmachung vom 18. September 1957 (BGBl. I S. 1337)
- Bekanntmachung vom 1. Oktober 1961 (BGBl. I S. 1801)
- Bekanntmachung vom 22. Oktober 1965 (BGBl. I S. 1776)
- Bekanntmachung vom 17. Juli 1971 (BGBl. I S. 1181)
- Bekanntmachung vom 3. Januar 1977 (BGBl. I S. 1)
- Bekanntmachung vom 27. Februar 1985 (BGBl. I S. 479)
- Bekanntmachung vom 31. März 1999 (BGBl. I S. 675)
- Neufassung vom 5. Februar 2009, "Dienstrechtsreform 2009" (BGBl. I S. 160)

## Rechtsverordnungen
Das Bundesbeamtengesetz ermächtigt die Bundesregierung, bestimmte Regelungskomplexe durch Rechtsverordnungen zu konkretisieren. Auf Grundlage des Bundesbeamtengesetzes sind bisher folgende Verordnungen erlassen worden:
- Arbeitszeitverordnung
- Beamtenaltersteilzeitverordnung
- Bundesbeihilfeverordnung
- Bundeslaufbahnverordnung
- Bundesnebentätigkeitsverordnung
- Dienstjubiläumsverordnung
- Erholungsurlaubsverordnung
- Mutterschutz- und Elternzeitverordnung
- Sonderurlaubsverordnung
- Trennungsgeldverordnung

Nicht durch Verordnung geregelt sind das Reise- und das Umzugskostenrecht des Bundes. Es gelten das Bundesreise- und das Bundesumzugskostengesetz.